# Lista de canções gravadas por Jão
A seguir é apresentada a lista das canções gravadas por Jão, um cantor e compositor brasileiro. Ele ganhou reconhecimento pela primeira vez em 2016, quando começou a postar vídeos fazendo covers de canções no YouTube. Os vídeos chamaram a atenção dos produtores Pedro Dash e Marcelinho Ferraz, e Jão posteriormente assinou um contrato com a Head Media, selo da Universal Music Group. Jão lançou seu single de estreia, "Dança pra Mim", com Pedrowl, em novembro daquele ano. Ele lançou seu EP de estreia, Primeiro Acústico, com quatro faixas acústicas, em junho de 2018.

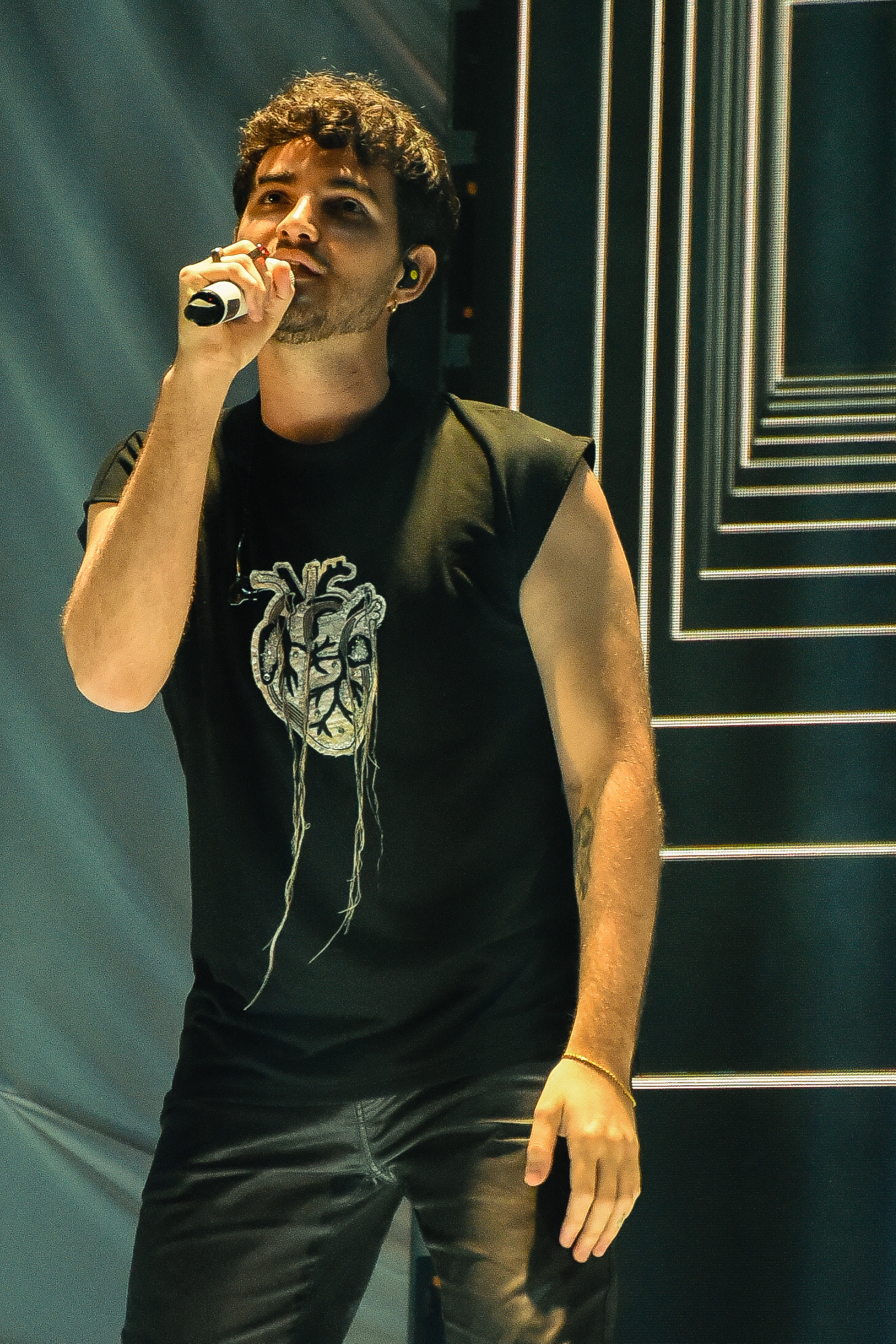
Jão se apresentando na Turnê Anti-Herói em novembro de 2019.

Jão lançou seu álbum de estreia, Lobos, em agosto de 2018. O álbum incluí "Imaturo", que levou Jão para o mainstream.

## Canções

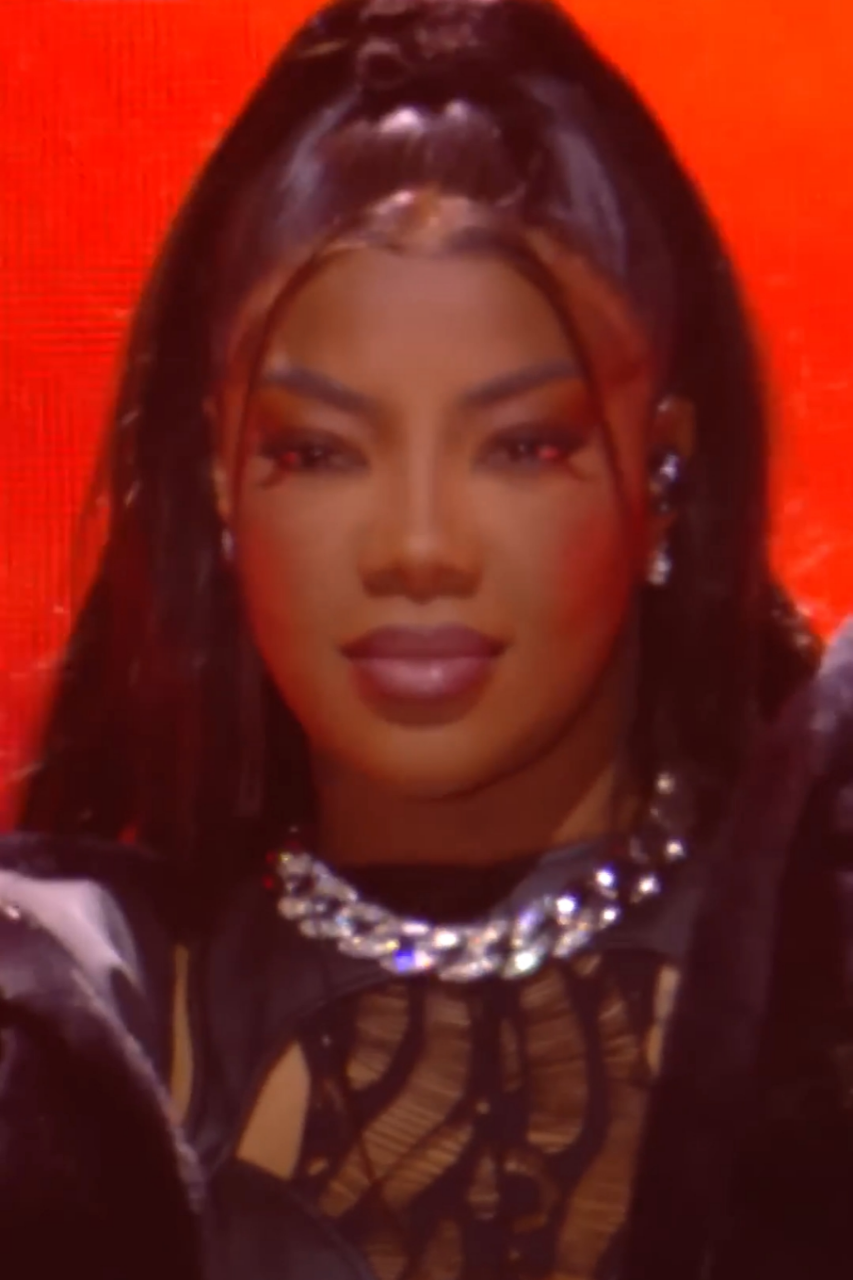
Jão participou de "A Boba Fui Eu", canção de Ludmilla (foto) para seu álbum Hello Mundo.

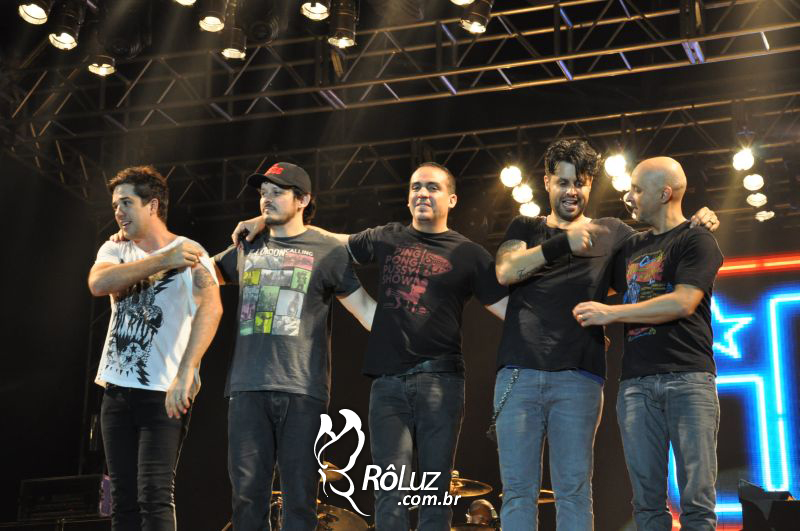
Jão participou de "Amor Maior", canção da banda Jota Quest (foto) para o EP Collab.

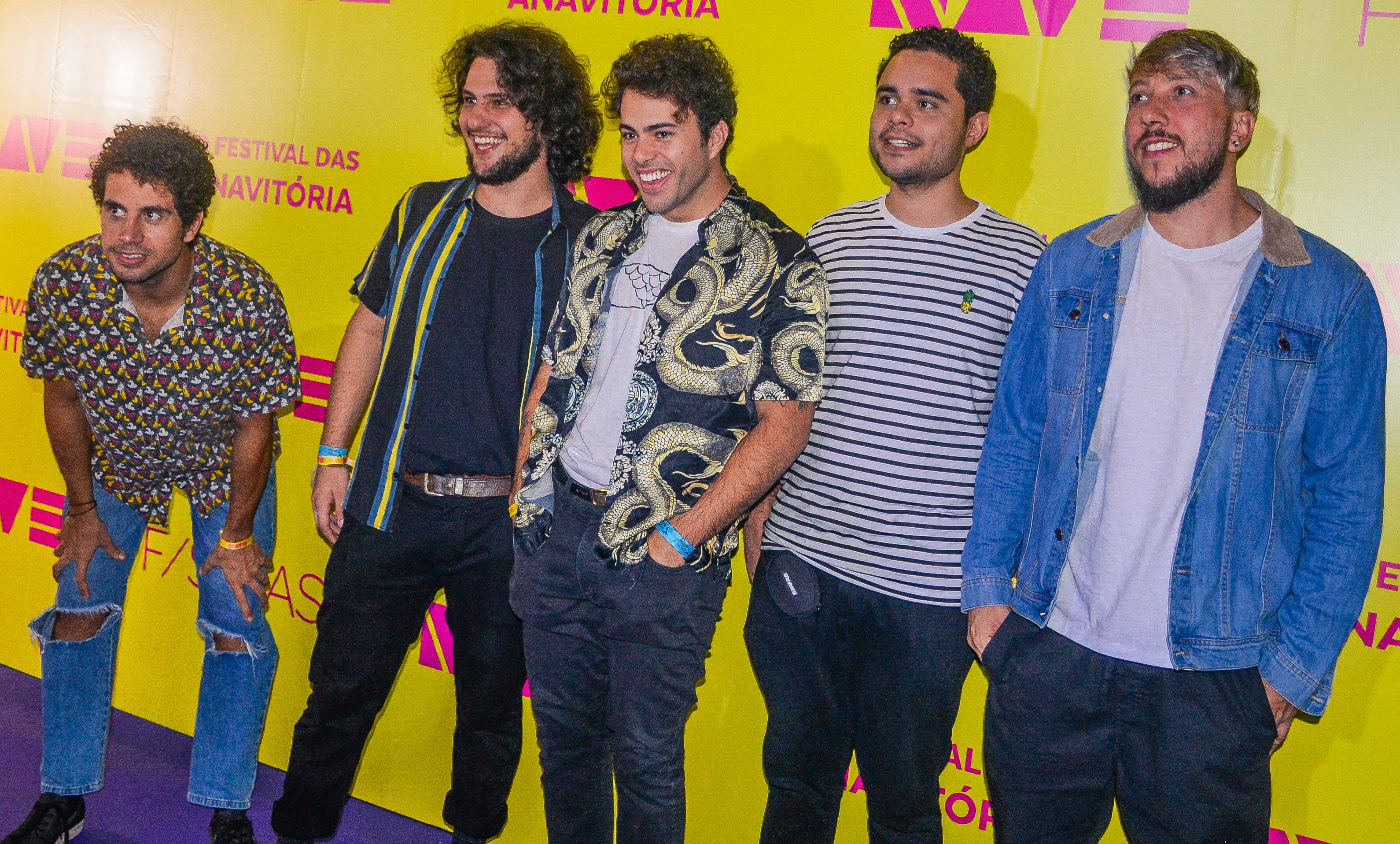
Jão colaborou com a banda Lagum (foto) na canção "Andar Sozinho" do segundo álbum de estúdio da banda, Coisas da Geração.

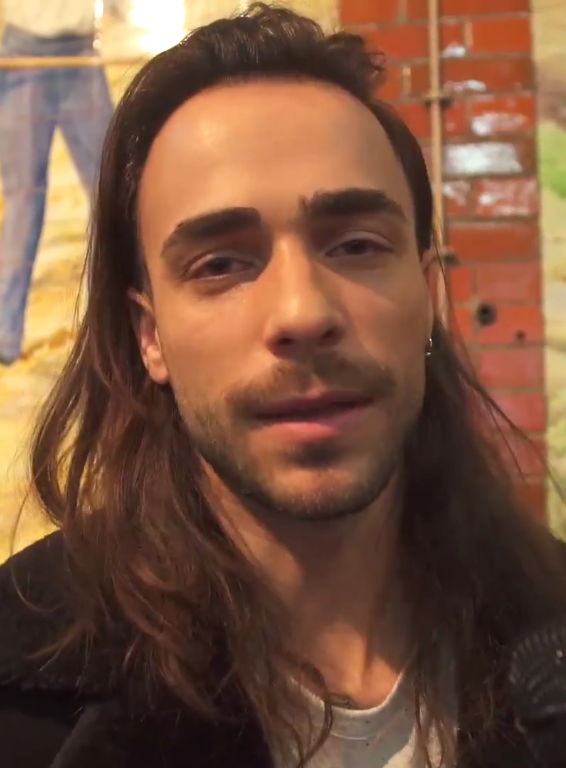
O cantor português Diogo Piçarra (foto) participou de "Aqui" e escreveu "Me Liga".

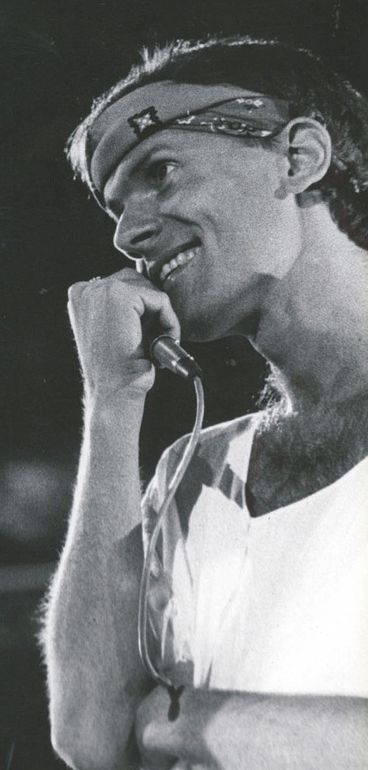
Em 2020, Jão gravou uma versão cover de "Codinome Beija-Flor" e "O Tempo Não Para", composta e originalmente gravada por Cazuza (foto).

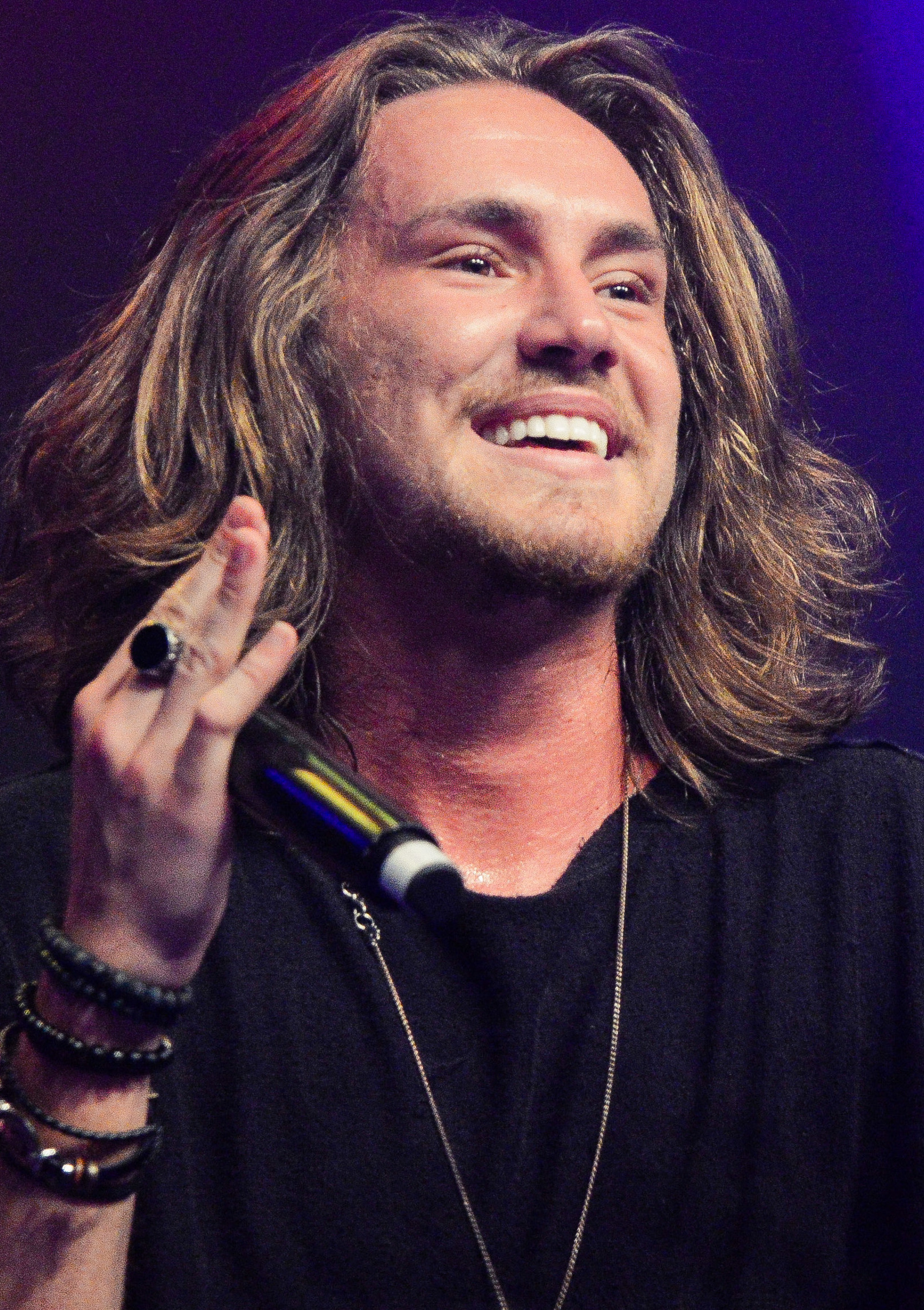
Jão participou de "Dúvida", canção de Vitor Kley (foto) para seu quarto álbum de estúdio A Bolha.

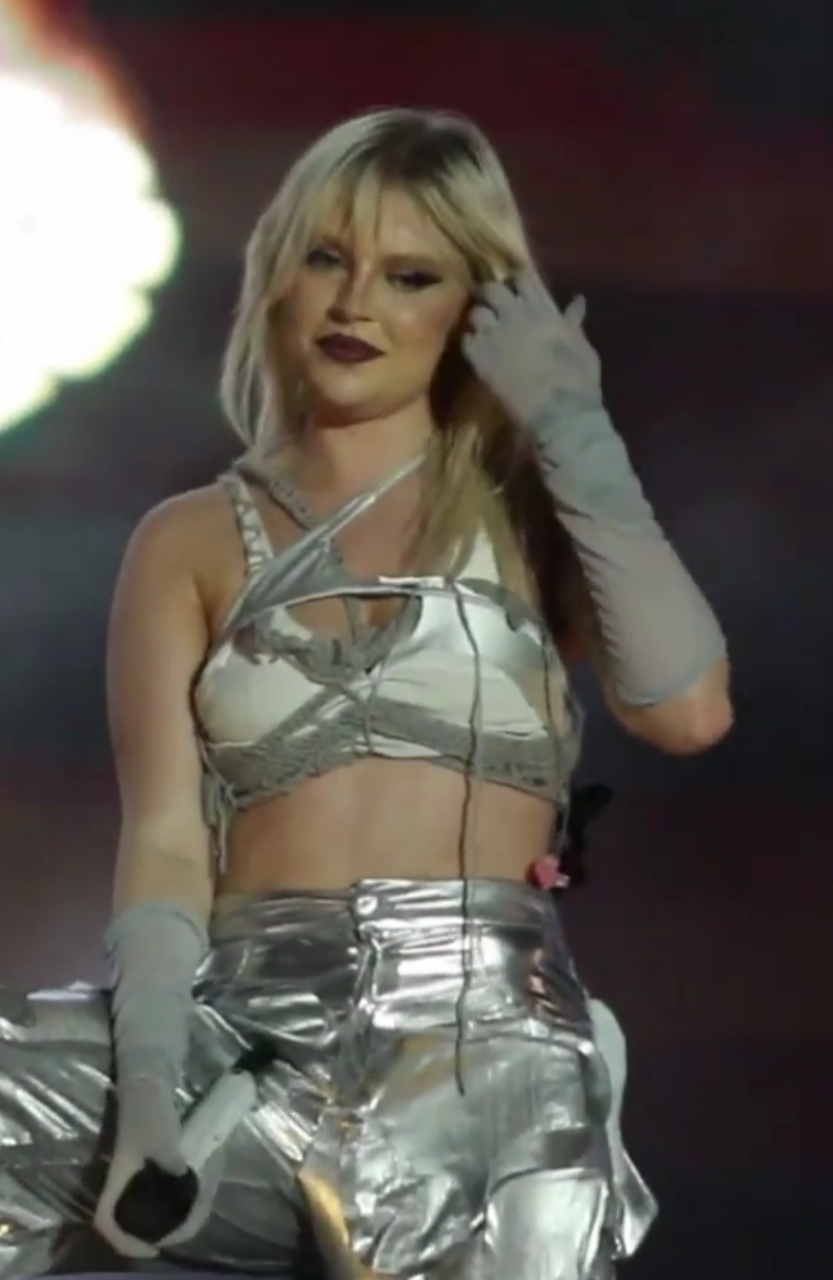
Jão colaborou com Luísa Sonza (foto) na canção "Fugitivos :)" do segundo álbum de estúdio de Sonza, Doce 22.

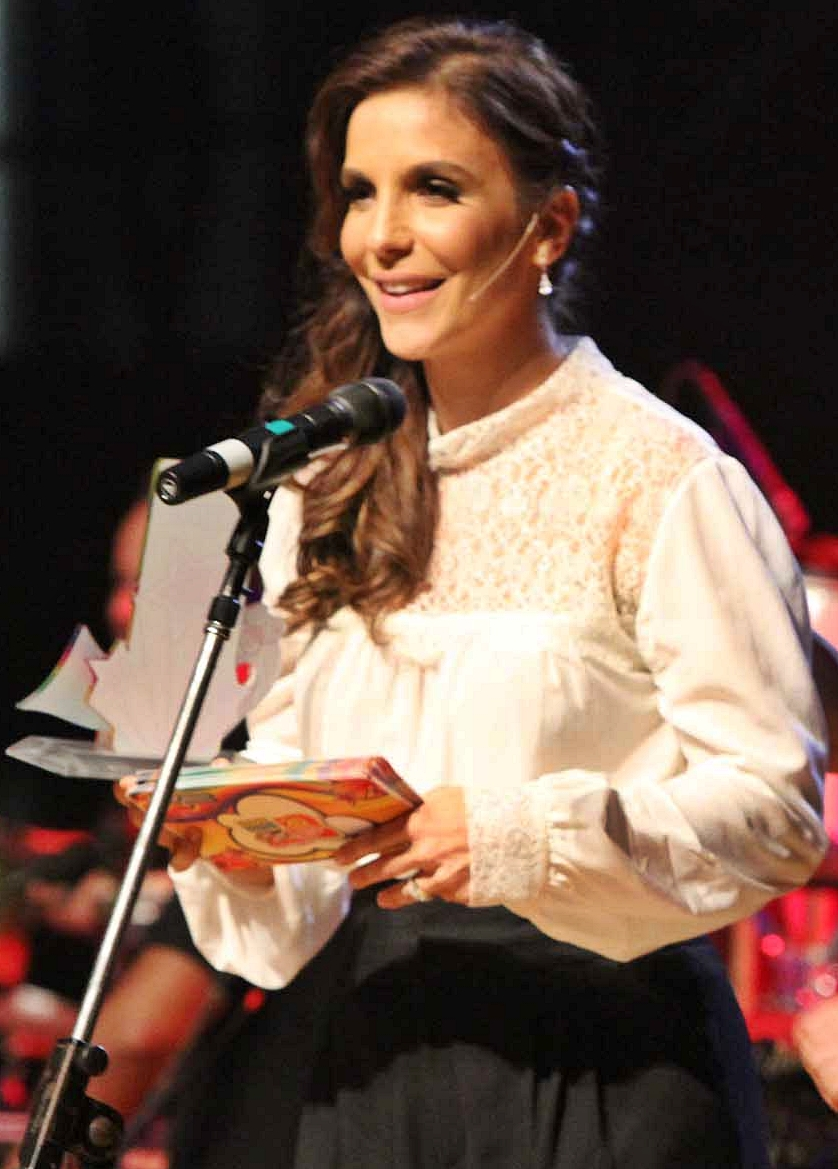
Jão colaborou com Ivete Sangalo (foto) em "Me Liga".

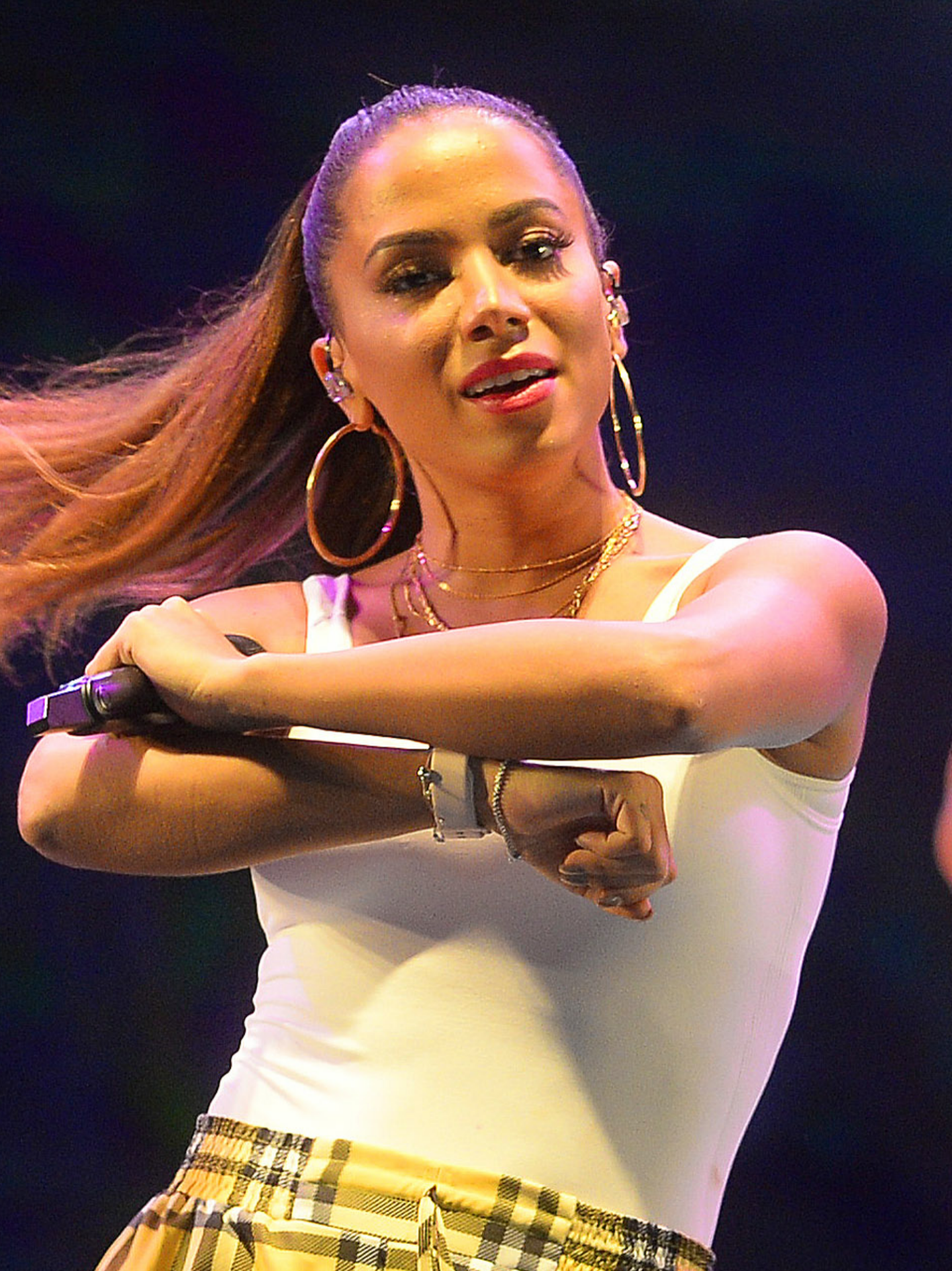
Jão colaborou com Anitta (foto) em "Pilantra".

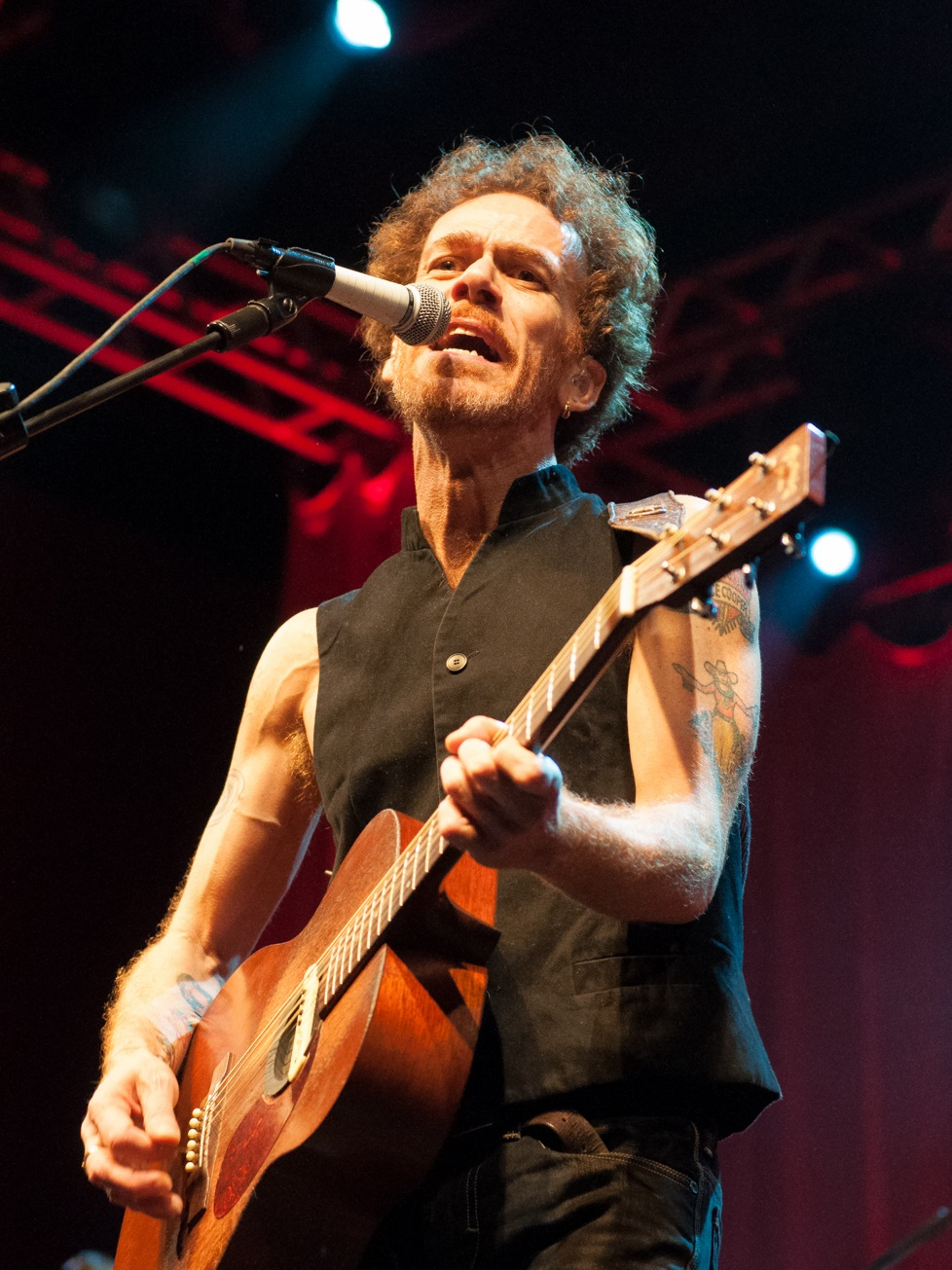
Jão colaborou com Nando Reis (foto) em "Sim".

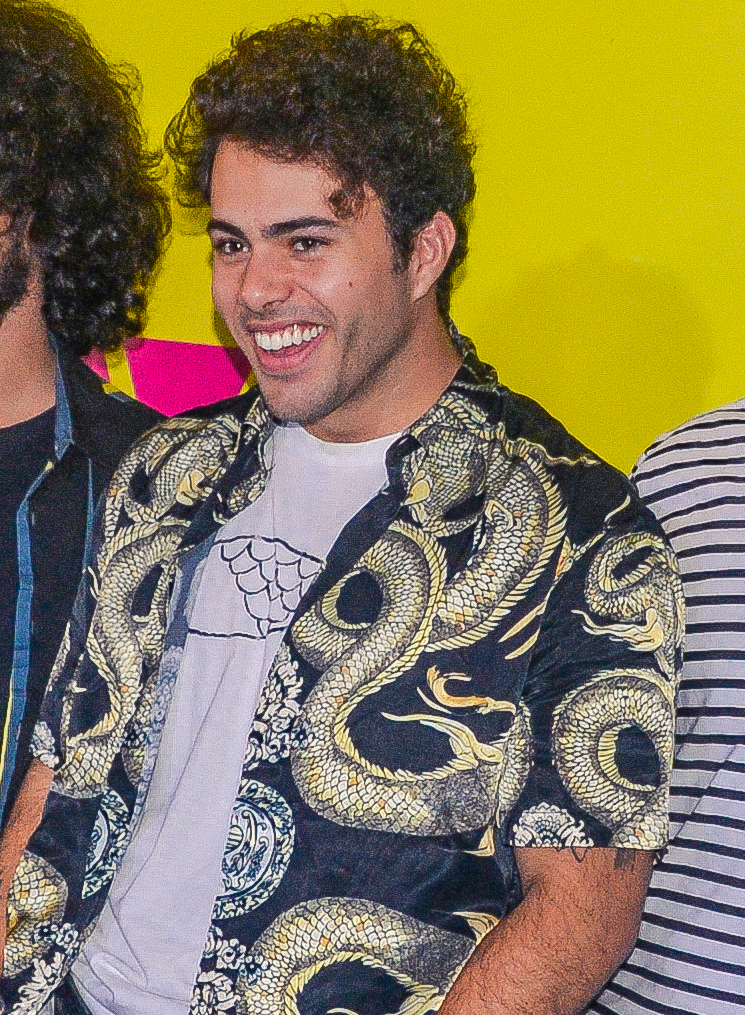
Pedro Calais (foto) escreveu "VSF" para o álbum Anti-Herói.

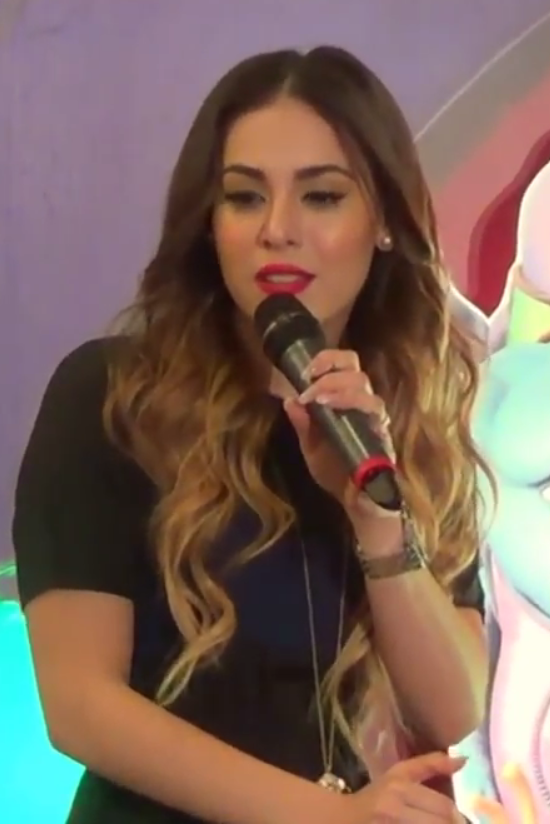
Jão colaborou com Danna Paola (foto) na canção "Tenemos que hablar (Real Magic)".

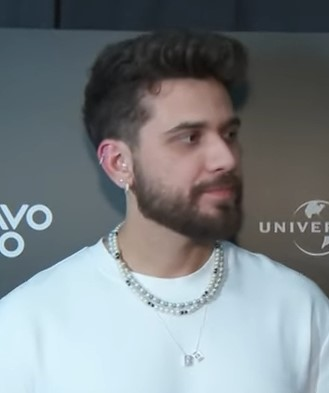
Jão colaborou com Gustavo Mioto (foto) em "Mal".

| † | Denota lançamento como single              |
| ‡ | Denota lançamento como single promocional  |
| ‡ | Denota canções covers por Jão              |
| ‡ | Denota canções escritas unicamente por Jão |

| Canção                                         | Artista(s)                                 | Compositor(es) | Álbum                         | Ano  | Ref.   |
| ---------------------------------------------- | ------------------------------------------ | --- | ----------------------------- | ---- | ------ |
| ":( (Nota de Voz 8)"                           | Jão                                        | Jão | Anti-Herói                    | 2019 | [ 1 ]  |
| "A Boba Fui Eu"                                | Ludmilla com participação de Jão           | Ludmilla Umberto Tavares Jefferson Júnior | Hello Mundo                   | 2019 | [ 2 ]  |
| "A Rua"                                        | Jão                                        | Jão Pedro Tófani Pedro Dash Dan Valbusa Marcelinho Ferraz                                                                                        | Lobos                         | 2018 | [ 3 ]  |
| "A Última Noite"                               | Jão                                        | Jão Pedro Tófani André Jordão Los Brasileros | Anti-Herói                    | 2019 | [ 1 ]  |
| "Acidente"                                     | Jão                                        | Jão Pedro Tófani Zebu | Supernova                     | 2024 | [ 4 ]  |
| "Acontece"                                     | Jão                                        | Jão Pedro Tófani | Pirata                        | 2021 | [ 5 ]  |
| "Ainda Te Amo"                                 | Jão                                        | Jão Pedro Tófani Pedro Dash Dan Valbusa Marcelinho Ferraz                                                                                        | Lobos                         | 2018 | [ 3 ]  |
| "Álcool"                                       | Jão                                        | Jão Pedro Tófani Pedro Dash Dan Valbusa Marcelinho Ferraz                                                                                        | Não adicionada à nenhum álbum | 2017 | [ 6 ]  |
| "Alinhamento Milenar"                          | Jão                                        | Jão Pedro Tófani Zebu | Super                         | 2023 | [ 7 ]  |
| "Amor Maior"                                   | Jota Quest com participação de Jão         | Rogério Flausino Paulinho Fonseca Paulo Diniz Márcio Buzelin Marco Túlio Lara                                                                    | Collab                        | 2018 | [ 8 ]  |
| "Amor Pirata"                                  | Jão                                        | Jão Pedro Tófani Guilherme Pereira Arthur Marques                                                                                                | Pirata                        | 2021 | [ 9 ]  |
| "Andar Sozinho"                                | Lagum com participação de Jão              | Tio Wilson Jorge Jão Pedro Calais Francisco Jardim Zani                                                                                          | Coisas da Geração             | 2019 | [ 10 ] |
| "Aqui"                                         | Jão com participação de Diogo Piçarra      | Jão Diogo Piçarra Pedro Dash Dan Valbusa Marcelinho Ferraz                                                                                       | Lobos                         | 2018 | [ 3 ]  |
| "Aqui" (Acústico)                              | Jão                                        | Jão Diogo Piçarra Pedro Dash Dan Valbusa Marcelinho Ferraz                                                                                       | Primeiro Acústico             | 2018 | [ 11 ] |
| "Barcelona"                                    | Jão                                        | Jão Pedro Tófani André Jordão Los Brasileros | Anti-Herói                    | 2019 | [ 1 ]  |
| "Break Épico"                                  | KitKat, Jão e Tasha & Tracie               | Bruno Xavier Daniel Achucarro Fábio Smeilli Gustavo Garbato Julia Mota Lucas Adam Matheus Sanches Mudd Pedro Tófani Tasha Okereke Tracie Okereke | Não adicionada à nenhum álbum | 2023 | [ 12 ] |
| "Carnaval"                                     | Jão                                        | Jão Pedro Tófani | Supernova                     | 2024 | [ 13 ] |
| "Clarão"                                       | Jão                                        | Jão Pedro Tófani Zebu | Pirata                        | 2021 | [ 5 ]  |
| "Codinome Beija-Flor / O Tempo Não Para"       | Jão                                        | Cazuza Ezequiel Neves Reinaldo Arias Arnaldo Brandão                                                                                             | Não adicionada à nenhum álbum | 2020 | [ 14 ] |
| "Coringa"                                      | Jão                                        | Jão Pedro Tófani Guilherme Pereira (Zebu) | Pirata                        | 2021 | [ 5 ]  |
| "Dança pra Mim"                                | Jão e Pedrowl                              | Desconhecido | Não adicionada à nenhum álbum | 2016 | [ 15 ] |
| "Dilema"                                       | Jão e Malía                                | Jão Pedro Dash Dan Valbusa Marcelinho Ferraz | Escuta                        | 2019 | [ 16 ] |
| "Doce"                                         | Jão                                        | Jão Pedro Tófani Zebu | Pirata                        | 2021 | [ 5 ]  |
| "Dúvida"                                       | Vitor Kley com participação de Jão         | Vitor Barbiero Kley Diego Alexandre Guaraldi Zapata                                                                                              | A Bolha                       | 2020 | [ 17 ] |
| "Enquanto Me Beija"                            | Jão                                        | Jão Pedro Tófani | Anti-Herói                    | 2019 | [ 1 ]  |
| "Escorpião"                                    | Jão                                        | Jão Pedro Tófani Zebu | Super                         | 2023 | [ 7 ]  |
| "Essa Eu Fiz pro Nosso Amor"                   | Jão                                        | Jão Pedro Tófani Los Brasileros | Anti-Herói                    | 2019 | [ 1 ]  |
| "Eu Posso Ser como Você"                       | Jão                                        | Jão Zebu | Super                         | 2023 | [ 7 ]  |
| "Eu Quero Ser como Você"                       | Jão                                        | Jão Pedro Tófani Pedro Dash Dan Valbusa Marcelinho Ferraz                                                                                        | Lobos                         | 2018 | [ 3 ]  |
| "Fim de Festa"                                 | Jão                                        | Jão | Anti-Herói                    | 2019 | [ 1 ]  |
| "Fim do Mundo"                                 | Jão                                        | Jão Pedro Tófani Pedro Dash Dan Valbusa Marcelinho Ferraz                                                                                        | Lobos Versão deluxe           | 2018 | [ 3 ]  |
| "Fugitivos"                                    | Jão e Luísa Sonza                          | Luísa Sonza Jão Douglas Moda André Jordão | Doce 22                       | 2021 | [ 18 ] |
| "Gameboy"                                      | Jão                                        | Jão Pedro Tófani Zebu | Super                         | 2023 | [ 7 ]  |
| "Hotel San Diego"                              | Jão                                        | Jão Pedro Tófani Los Brasileros | Anti-Herói                    | 2019 | [ 1 ]  |
| "Idiota"                                       | Jão                                        | Jão Pedro Tófani Zebu | Pirata                        | 2021 | [ 5 ]  |
| "Imaturo"                                      | Jão                                        | Jão Pedro Dash Dan Valbusa Marcelinho Ferraz | Lobos                         | 2018 | [ 3 ]  |
| "Julho"                                        | Jão                                        | Jão Pedro Tófani Zebu | Super                         | 2023 | [ 7 ]  |
| "Lábia"                                        | Jão                                        | Jão Pedro Tófani Zebu | Super                         | 2023 | [ 7 ]  |
| "Let's Rock the Break"                         | KitKat e Jão                               | Bruno Charm Deborah Fabio Fillipi Gustavo Hugo Julia Lucas Thiago Vitor                                                                          | Não adicionada à nenhum álbum | 2022 | [ 19 ] |
| "Lindo Demais"                                 | Jão                                        | Jão Pedro Tófani Pedro Dash Dan Valbusa Marcelinho Ferraz                                                                                        | Lobos                         | 2018 | [ 3 ]  |
| "Lobos"                                        | Jão                                        | Jão Pedro Tófani Pedro Dash Dan Valbusa Marcelinho Ferraz                                                                                        | Lobos                         | 2018 | [ 3 ]  |
| "Locadora"                                     | Jão                                        | Jão Pedro Tófani Zebu | Super                         | 2023 | [ 7 ]  |
| "Locadora (Versão Estendida)"                  | Jão                                        | Jão Pedro Tófani Zebu | Supernova                     | 2024 | [ 20 ] |
| "Louquinho"                                    | Jão                                        | Jão Pedro Tófani Los Brasileros | Não adicionada à nenhum álbum | 2019 | [ 21 ] |
| "Mal"                                          | Jão e Gustavo Mioto                        | Jão Gustavo Mioto Pedro Tófani Zebu | Não adicionada a nenhum álbum | 2024 | [ 22 ] |
| "Maria"                                        | Jão                                        | Jão | Super                         | 2023 | [ 7 ]  |
| "Me Beija com Raiva"                           | Jão                                        | Jão Pedro Tófani Pedro Dash Dan Valbusa Marcelinho Ferraz                                                                                        | Lobos                         | 2018 | [ 3 ]  |
| "Me Lambe"                                     | Jão                                        | Jão Pedro Tófani Tropkillaz Zebu | Super                         | 2023 | [ 7 ]  |
| "Me Liga"                                      | Jão e Ivete Sangalo                        | Jão Diogo Piçarra Los Brasileros | Ivete Sangalo                 | 2020 | [ 23 ] |
| "Medo Bobo (Remix)"                            | Zebu com participação de Jão               | Juliano Tchula Maraisa Junior Pepato Benicio Neto                                                                                                | Sertanejo Remix               | 2017 | [ 24 ] |
| "Meninos e Meninas"                            | Jão                                        | Jão | Pirata                        | 2021 | [ 5 ]  |
| "Modo de Dizer"                                | Jão                                        | Jão Pedro Tófani Zebu | Supernova                     | 2024 | [ 25 ] |
| "Monstros"                                     | Jão                                        | Jão Pedro Tófani | Lobos                         | 2018 | [ 3 ]  |
| "Não Te Amo"                                   | Jão                                        | Jão Pedro Tófani Zebu | Pirata                        | 2021 | [ 5 ]  |
| "O Triste É Que Eu Te Amo"                     | Jão                                        | Jão Pedro Tófani Peter Morén Björn Yttling John Eriksson Zebu                                                                                    | Supernova                     | 2024 | [ 26 ] |
| "Olhos Vermelhos"                              | Jão                                        | Jão | Pirata                        | 2021 | [ 5 ]  |
| "Paranoid"                                     | Jão                                        | Jão | Supernova                     | 2024 | [ 27 ] |
| "Pilantra"                                     | Jão e Anitta                               | Jão Anitta Pedro Tófani Zebu | Não adicionada à nenhum álbum | 2023 | [ 28 ] |
| "Rádio"                                        | Jão                                        | Jão Pedro Tófani Zebu | Super                         | 2023 | [ 7 ]  |
| "Religião"                                     | Jão                                        | Jão Zebu | Supernova                     | 2024 | [ 29 ] |
| "Ressaca"                                      | Jão                                        | Jão Pedro Dash Dan Valbusa Marcelinho Ferraz | Lobos Versão deluxe           | 2018 | [ 3 ]  |
| "Santo"                                        | Jão                                        | Jão Pedro Tófani Zebu | Pirata                        | 2021 | [ 5 ]  |
| "São Paulo, 2015"                              | Jão                                        | Jão Pedro Tófani Zebu | Super                         | 2023 | [ 7 ]  |
| "Se o Problema Era Você, Por Que Doeu em Mim?" | Jão                                        | Jão Pedro Tófani Zebu | Super                         | 2023 | [ 7 ]  |
| "Sim"                                          | Jão e Nando Reis                           | Nando Reis | Não adicionada à nenhum álbum | 2022 | [ 30 ] |
| "Sinais"                                       | Jão                                        | Jão Pedro Tófani Zebu | Super                         | 2023 | [ 7 ]  |
| "Só Love"                                      | Seakret e Buchecha com participação de Jão | Buchecha | Não adicionada à nenhum álbum | 2017 | [ 31 ] |
| "Super"                                        | Jão                                        | Jão Pedro Tófani Zebu | Super                         | 2023 | [ 7 ]  |
| "Supernova"                                    | Jão                                        | Jão Pedro Tófani Zebu | Supernova                     | 2024 | [ 32 ] |
| "Tempos de Glória"                             | Jão                                        | Jão | Pirata                        | 2021 | [ 5 ]  |
| "Tenemos que hablar (Real Magic)"              | Danna Paola e Jão                          | Danna Paola Benjamin Sissa Brandon Cores Christopher Carballo Manuel Lara                                                                        | Não adicionada à nenhum álbum | 2023 | [ 33 ] |
| "Triste pra Sempre"                            | Jão                                        | Jão Pedro Tófani Los Brasileros | Anti-Herói                    | 2019 | [ 1 ]  |
| "Você Me Perdeu"                               | Jão                                        | Jão Pedro Tófani Zebu | Pirata                        | 2021 | [ 5 ]  |
| "Você Vai Me Destruir"                         | Jão                                        | Jão Pedro Tófani Los Brasileros | Anti-Herói                    | 2019 | [ 1 ]  |
| "Vou Morrer Sozinho"                           | Jão                                        | Jão Pedro Tófani Pedro Dash Dan Valbusa Marcelinho Ferraz                                                                                        | Lobos                         | 2018 | [ 3 ]  |
| "VSF"                                          | Jão                                        | Jão Pedro Tófani Pedro Calais | Anti-Herói                    | 2019 | [ 1 ]  |